# بترا يوهانسون
بترا يوهانسون (بالسويدية: Petra Johansson)‏ هي لاعبة كرة قدم سويدية، ولدت في 30 سبتمبر 1988 في Borlänge ‏ في السويد. شاركت مع منتخب السويد لكرة القدم للسيدات. أما مع النوادي، فقد لعبت مع Eskilstuna United DFF ‏.

## وصلات خارجية
- بترا يوهانسون على موقع اتحاد السويد (السويدية)
- بترا يوهانسون على موقع قاعدة بيانات كرة القدم.إي يو (الإنجليزية)
- بترا يوهانسون على موقع Soccerway.com (الإنجليزية)